# Alberto Collo
Alberto Collo (Piobesi Torinese, 6 de julio de 1883-Turín, 7 de mayo de 1955) fue un actor teatral y cinematográfico italiano.

## Biografía
Nacido en Piobesi Torinese, Italia, Collo se inició como actor teatral, y en 1907 empezó a colaborar con la compañía  cinematográfica Ambrosio Film interpretando papeles cómicos. Dos años más tarde trabajó para Itala Film, donde fue escogido para hacer caricaturas de papeles femeninos. 
Entre 1913 y 1924 Collo fue uno de los grandes protagonistas del cine mudo italiano, y en ese período participó en más de sesenta filmes, producidos principalmente por las compañías Cines y Fert. A lo largo de su carrera actuó bajo la dirección de cineastas como Baldassarre Negroni, Mario Almirante, Guido Brignone y Augusto Genina, trabajando junto a actores de la talla de Emilio Ghione, Oreste Bilancia, Francesca Bertini y Italia Almirante Manzini. En 1915 también tuvo un papel en la que es considerada una de las películas de mayor éxito del cine mudo italiano, Assunta Spina.
En 1925, con la crisis de los estudios Fert, Alberto Collo abandonó el mundo del cine, participando solo esporádicamente en algunas producciones (entre 1926 y 1939 su nombre aparece en el reparto de cuatro filmes). Tras la Segunda Guerra Mundial, entre 1950 y 1954 obtuvo pequeños papeles en unas pocas cintas, entre ellas Arrivano i nostri, de Mario Mattoli.
Alberto Collo falleció en 1955 en Turín, a causa de un cáncer. Tenía 71 años de edad.

## Filmografía
| - Idillio tragico (1912) - Chi di spada ferisce (1912) - La zia Bettina (1912) - Cuore d'acciaio (1912) - Tragico amore (1912) - Tutto si accomoda (1912) - Panne d'auto (1912) - Lagrime e sorrisi (1912) - Terra promessa (1913) - Per la sua gioia (1913) - Ninì Verbena (1913) - La vigilia di Natale (1913) - L'arma dei vigliacchi (1913) - La dama di picche (1913) - La bufera (1913) - L'albero che parla (1913) - Per il blasone (1913) - La madre (1913) - La cricca dorata (1913) - L'ultimo atout (1913) - Il veleno della parola (1913) - La maestrina (1913) - Il circolo nero (1913) - Idolo infranto (1913) - Tramonto (1913) - La gloria (1913) - Il club delle maschere nere (1913) - La suocera (1913) - Il Natale del marinaio (1913) - La donna altrui (1913) - Un divorzio (1914) - Nel paese dell'oro (1914) - Amore bendato (1914) - L'amazzone mascherata (1914) - L'oro maledetto (1914) - La canzone di Werner (1914) - Burrasca a ciel sereno (1914) - La mia vita per la tua! (1914) - Per la sua pace (1915) - Nelly la gigolette (1915) - L'ultimo dovere (1915) - Don Pietro Caruso (1915) - Tresa (1915) - Le memorie sacre (1915) - Gespay, fantino e gentiluomo (1915) - Guglielmo Oberdan, il martire di Trieste (1915) - Ciceruacchio (Martire del piombo austriaco) (1915) - La signora delle camelie (1915) - Il capestro degli Asburgo (1915) - Spine e lacrime (1915) - Assunta Spina (1915) - La banda delle cifre (1915) - Sposa nella morte! (1915) - Rugiada di sangue (1915) - Il naufragatore (1915) - Marcella (1915) - Storia... eterna (1916) - Pierrette ne fa una delle sue (1916) - La morsa (1916) - Il pazzo della roccia (1916) - Mater purissima (1916) - La caccia ai milioni (1916) - Il mistero di una notte di primavera (1916) | - Alla capitale (1916) - Dolore senza gioia (1916) - Sulla strada maestra (1916) - L'enfant de l'amour (1916) - Jou-Jou (1916) - Il potere sovrano (1916) - Gli onori della guerra (1917) - Come le foglie (1917) - La cuccagna (1917) - Lagrime (1917) - Demonietto (1917) - Quando il sole tramonta (1917) - Il bacio dell'arte (1917) - Camere separate (1917) - La signora Arlecchino (1918) - La sfinge (1918) - Duecento all'ora (1918) - Mademoiselle Pas-Chic (1918) - Venti giorni all'ombra (1918) - Trittico italiano (1918) - La vergine folla (1919) - Anima tormentata (1919) - Le tre primavere (1919) - Israël (1919) - Le avventure di Doloretta (1919) - Le avventure di Bijou (1919) - Le gioie del focolare (1920) - L'innamorata (1920) - La donna perduta (1921) - La sconosciuta (1921) - L'isola della felicità (1921) - La statua di carne (1921) - Il silenzio (1921) - La maschera del male (1922) - L'inafferrabile (1922) - Il controllore dei vagoni letti (1922) - Sogno d'amore (1922) - La storia di Clo-Clo (1923) - La piccola parrocchia (1923) - Il fornaretto di Venezia (1923) - I due Foscari (1923) - Le sorprese del divorzio (1923) - L'ombra (1923) - L'arzigogolo (1924) - Maciste e il nipote d'America (1924) - Largo alle donne! (1924) - Saetta impara a vivere (1924) - La taverna verde (1924) - Treno di piacere (1924) - Voglio tradire mio marito (1925) - Maciste nella gabbia dei leoni, de Guido Brignone (1926) - Redenzione d'anime (1928) - Villafranca (1934) - Naufraghi (1939) - Il bivio (1950) - Arrivano i nostri (1951) - Persiane chiuse (1951) - Solo per te Lucia (1952) - Canzoni a due voci (1953) - Il mercante di Venezia (1953) - Traviata '53 (1953) - Le avventure di Cartouche (1954) - Bertoldo, Bertoldino e Cacasenno (1954) |